# András Hajnal
András Hajnal (Budapest, 22 febbraio 1982) è un tuffatore ungherese.

## Biografia
Ha rappresentato la nazionale ungherese ai Giochi olimpici di Sydney 2000, concludendo al trentaduesimo posto in classifica nella piattaforma 10 metri.
Agli europei di nuoto di Berlino 2002 ha vinto la medaglia d'argento nel sincro 10 metri, a fianco del connazionale Imre Lengyel, terminando la gara alle spalle della coppia ucraina Roman Volod'kov e Anton Zacharov.
Ai Giochi olimpici di Atene 2004 si è piazzato trentatreesimo nella piattaforma 10 metri.

## Palmarès
- Europei di nuoto

Berlino 2002: argento nel sincro 10 m.
- Europei giovanili di nuoto

Copenaghen 1996: argento nella piattaforma Ragazzi - categoria "B";
Glasgow 1997: bronzo nella piattaforma Ragazzi - categoria "B";
Anversa 1998: argento nella piattaforma Uomini - categoria "A";